# TV2’s Fight Night
TV2’s Fight Night var en serie af danske bokse-stævner der blev live-transmitteret på TV2. Stævnerne blev primært afholdt i Herning Kongrescenter i Herning og først begivenhed var 15. maj 2010. De faste boksere bestod af Patrick Nielsen, Kim Poulsen og Kasper Bruun og Rudy Markussen. Danske Ahmed Kaddour, Micki Nielsen og Christian Bladt, samt svenske Erik Skoglund og norske Cecilia Brækhus var også med på nogen af stævnerne. Flemming Toft og Claus Borre plejede at kommentere kampene, nogengange med supplering fra tidligere europa-mester Mads Larsen.